# 사회성숙도검사
사회성숙도검사(Vineland Social Maturity Scale) 또는 바인랜드 사회성숙도검사는 사회적 역량 평가에 도움이되도록 고안된 심리 평가 도구이다. 미국 심리학자 에드거 아놀드 돌(Edgar Arnold Doll)에 의해 1940년 개발되었다.

## 바인랜드-II
바인랜드 적응행동척도(Vineland Adaptive Behavior Scale 또는 Vineland-II 또는 바인랜드 ABS)가 2005년 스패로우(Sparrow),벨라(Balla),시케티(Cicchetti)에 의해 개발된바있다.

## 같이 보기
- KPI-C
- CBCL